# فهرست سرخ آی‌یوسی‌ان
فهرست سرخ آی‌یوسی‌ان یا فهرست سرخ گونه‌ها که به اختصار فهرست سرخ نیز خوانده می‌شود، فراگیرترین مرجع بررسی وضعیت حفاظت گونه‌های زنده در جهان است. اتحادیه بین‌المللی حفاظت از طبیعت، که این فهرست را منتشر می‌کند، اصلی‌ترین مرجع در جهان برای بررسی وضعیت بقای جانوران است. در عین حال فهرست‌هایی نیز از وضعیّت گونه‌های در خطر توسط گروه‌ها و کشورها منتشر می‌شوند که برآوردی از وضعیت انقراض این گونه‌ها در یک منطقهٔ خاص هستند.
فهرست سرخ بر پایهٔ معیارهای دقیق در رابطه با وضعیت انقراض هزاران گونه تهیه می‌شود. این معیارها برای همهٔ جانوران در هر منطقه‌ای از جهان یکی هستند. هدف از تهیهٔ این سیاهه آگاه کردن مردم و سیاست‌مداران در رابطه با وضعیت جانوران و کمک به جامعهٔ جهانی در کم کردن میزان منقرض شدن گونه‌ها است.
IUCN تلاش می‌کند تا برآورد خود از هر جاندار را در هر پنج سال، یا بیشینه ده سال، یکبار بازبینی و به روز کند. این کار در روندی با همکاری چندین بازبین گروه تخصصی نجات صورت می‌پذیرد. گروه بازبینان متخصصان گونه‌ای ویژه، گروهی از گونه‌ها یا منطقه‌ای ویژه هستند یا اعضای گروهی همچون انجمن جهانی پرندگان که به گونه تخصصی روی یک رده (در این مورد، پرندگان) فعالیت می‌کنند.

## برآورد سال ۲۰۰۶

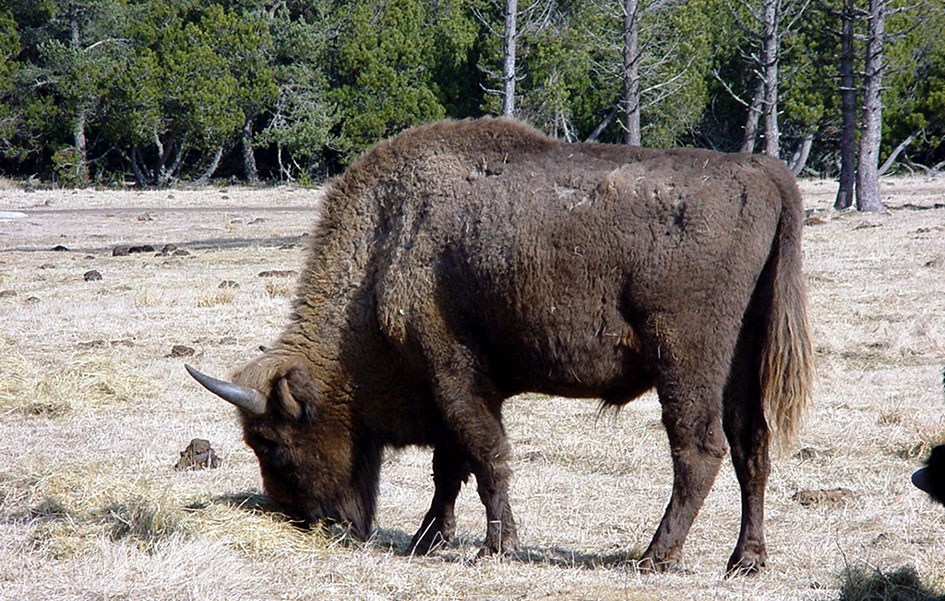
گاو میش کوهان‌دار اروپایی گونه‌ای در معرض خطر است.

فهرست سال ۲۰۰۶، که در تاریخ ۴ مهٔ آن سال منتشر شد، تعداد ۴۰٬۱۶۸ گونهٔ کامل را پوشش داد به علاوه ۲٬۱۶۰ زیرگونه و نوع مختلف. از میان گونه‌هایی که به‌طور کامل بررسی شدند تعداد ۱۶٬۱۱۸ عدد تهدید شده تشخیص داده شدند. از این‌ها ۷٬۷۲۵ تا جانور، ۸٬۳۹۰ تا گیاه و سه تا قارچ و گلسنگ بودند. این برآورد ۷۸۴ گونهٔ منقرض‌شده از سال ۱۵۰۰ میلادی تاکنون را برشمرد. هر سال تعدادی از گونه‌هایی که گمان بر انقراض‌شان می‌رفت دوباره یافت می‌شوند که پس از آن برچسب «کمبود داده» می‌خورند.

## برآورد سال ۲۰۰۷

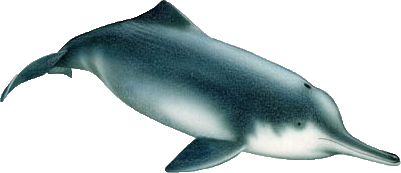
دلفین رودخانه‌ای چین در سال ۲۰۰۷ منقرض‌شده اعلام شد.

در فهرست سال ۲۰۰۷، وضعیت دو گونهٔ گوریل رود کراس و گوریل غربی را از وضعیت در خطر انقراض به گونه در بحران انقراض، که تنها یک رتبه پایین‌تر از منقرض‌شده در طبیعت است، منتقل کرد. دلیل این اقدام آلودگی به ویروس ابولا و شکار غیرقانونی در کنار دیگر عوامل بود. در این برآورد ۱۶٬۳۰۸ گونه تهدید شده تشخیص داده شدند که ۱۹۰ عدد بیشتر از تعداد آن‌ها در سال ۲۰۰۶ بود. آی‌یوسی‌ان اورانگوتان سوماترایی را در وضعیت در معرض انقراض و اورانگوتان بورنئویی را در وضعیت تهدیدشده گذاشت.

## برآورد سال ۲۰۰۸
برآورد سال ۲۰۰۸ میلادی در ۶ اکتبر این سال در کنفرانس جهانی حفاظت از طبیعت IUCN در بارسلون، اسپانیا ارائه شد و «بحران انقراض را در شرایطی که از هر چهار پستاندار یکی در معرض نابودی همیشگی قرار دارد، تأیید کرد.» این برآیند نشان می‌دهد که از میان ۵٬۴۸۷ پستاندار ساکن بر زمین، تعداد ۱٬۱۴۱ تا توسط انقراض تهدید شده‌اند و ۸۳۶ گونه به عنوان کمبود داده رده‌بندی شدند.

## برآورد سال ۲۰۱۲
فهرست سرخ ۲۰۱۲ در ۱۹ ژوئیهٔ این سال در اجلاس سران زمین ریو پلاس ۲۰ منتشر شد و نزدیک به ۲٬۰۰۰ گونه به آن اضافه شدند. همچنین ۴ گونه به فهرست منقرض‌شده و ۲ گونه به فهرست دوباره کشف‌شده اضافه شدند. اتحادیه بین‌المللی حفاظت از طبیعت در مجموع ۶۳٬۸۳۷ گونه را ارزیابی کرد و نشان داد ۱۹٬۸۱۷ گونه در معرض خطر نابودی هستند. ۳٬۹۴۷ گونه به عنوان «در بحران انقراض» و ۵٬۷۶۶ گونه به عنوان «در معرض خطر» توصیف شده‌اند، در حالی که بیش از ۱۰٬۰۰۰ گونه در فهرست «آسیب‌پذیر» قرار دارند. ۴۱٪ از گونه‌های دوزیستان، ۳۳٪ از مرجان‌های صخره‌ای، ۳۰٪ از درختان سوزنی برگ، ۲۵٪ از پستانداران و ۱۳٪ از پرندگان در معرض تهدید قرار دارند.

## رده‌بندی
گونه‌ها به نه رده تقسیم شده‌اند که این تقسیم بر پایه معیارهایی چون نرخ کاهش جمعیت، اندازه جمعیت، گستردگی و اندازه قلمرو و میزان پخش‌شدگی در جمعیت و منطقه زندگی آن‌ها انجام شده است:
- منقرض‌شده[۱۲][۱۳] (EX):[پانویس ۳] هیچ نمونهٔ زنده‌ای از جانور وجود ندارد.
- منقرض‌شده در طبیعت[۱۴][۱۵] (EW):[پانویس ۴] تنها در اسارت موجود است یا در گروه‌های محدود در منطقه‌ای بیرون از منطقه اصلی خود زندگی می‌کند.
- در بحران انقراض[۱۶][۱۷] (CR):[پانویس ۵] وضعیت بحرانی و احتمال بسیار بالای منقرض شدن در حیات وحش.
- در خطر انقراض[۱۸] (EN):[پانویس ۶] احتمال بالای خطر انقراض در حیات وحش.
- آسیب‌پذیر[۱۹][۲۰] (VU):[پانویس ۷] احتمال بالای تهدید و در خطر بودن در حیات وحش.
- نزدیک تهدید (NT):[پانویس ۸] احتمال دارد در آینده نزدیک در تهدید قرار گیرد.
- کمترین نگرانی[۲۱][۲۲] (LC):[پانویس ۹] کمترین تهدید. شرایط مناسبی دارد و نیازی برای طبقه‌بندی در گروه‌های تهدید شده نیست. گونه‌هایی که پرشمار هستند و در مناطق گسترده‌ای از جهان حضور دارند در این دسته گذارده می‌شوند.
- کمبود داده[۲۳][۲۴] (DD):[پانویس ۱۰] اطلاعات کافی برای رسیدن به برآوردی دربارهٔ ریسک انقراض آن در دسترس نیست.
- ارزیابی نشده[۲۵] (NE):[پانویس ۱۱] هنوز در بررسی‌های IUCN به‌شمار نیامده است.

در رده‌بندی آی‌یوسی‌ان، جانور «تهدیدشده» اغلب به جانورانی گفته می‌شود که در یکی از سه رده «در بحران انقراض»، «در خطر انقراض» یا «آسیب‌پذیر» گذاشته شده باشند.

## نسخه‌ها
از سال ۱۹۹۱ نسخه‌های مختلفی از IUCN موجود است:
- ورژن ۱/۰ (۱۹۹۱)
- ورژن ۲/۰ (۱۹۹۲)
- ورژن ۲/۱ (۱۹۹۳)
- ورژن ۲/۲ (۱۹۹۴)
- ورژن ۲/۳ (۱۹۹۴)
- ورژن ۳/۰ (۱۹۹۹)
- ورژن ۳/۱ (۲۰۰۱)
- ورژن ۴/۰ (۲۰۱۵)

## یادداشت
1. ↑  SSC: IUCN Species Survival Commission
2. ↑  BirdLife International
3. ↑  Extinct
4. ↑  Extinct in the Wild
5. ↑  Critically Endangered
6. ↑  Endangered
7. ↑  Vulnerable
8. ↑  Near Threatened
9. ↑  Least Concern
10. ↑  Data Deficient
11. ↑  Not Evaluated